# 川西当归
川西当归（学名：Angelica wilsonii）为伞形科当归属的植物，是中国的特有植物。分布于中国大陆的四川等地，目前尚未由人工引种栽培。